# Takadži Mori
Takadži Mori (24. listopad 1943 – 17. červenec 2011) je bývalý japonský fotbalista.

## Reprezentace
Takadži Mori odehrál 56 reprezentačních utkání. S japonskou reprezentací se zúčastnil letních olympijských her 1964, 1968.

## Statistiky
| Japonsko | Japonsko | Japonsko |
| Roky     | Záp.     | Góly     |
| -------- | -------- | -------- |
| 1966     | 4        | 0        |
| 1967     | 5        | 1        |
| 1968     | 4        | 0        |
| 1969     | 4        | 0        |
| 1970     | 13       | 0        |
| 1971     | 3        | 0        |
| 1972     | 8        | 0        |
| 1973     | 1        | 1        |
| 1974     | 1        | 0        |
| 1975     | 9        | 0        |
| 1976     | 4        | 0        |
| Celkem   | 56       | 2        |